# Buccochromis spectabilis
Buccochromis spectabilis är en fiskart som först beskrevs av Trewavas, 1935.  Buccochromis spectabilis ingår i släktet Buccochromis och familjen Cichlidae. IUCN kategoriserar arten globalt som livskraftig. Inga underarter finns listade.